# AC Геркулеса
AC Геркулеса (лат. AC Herculis, HD 170756) — тройная звезда в созвездии Геркулеса на расстоянии приблизительно 4159 световых лет (около 1275 парсек) от Солнца. Видимая звёздная величина звезды — от +9m до +6,85m.

## Характеристики
Первый компонент — жёлто-белая пульсирующая переменная звезда типа RV Тельца (RVA) спектрального класса F2pIb-K4e, или F4Ibp, или F8. Масса — около 6,021 солнечной, радиус — около 62,82 солнечного, светимость — около 2400 солнечных. Эффективная температура — около 5800 K.
Второй компонент. Масса — около 1,2 солнечной*. Орбитальный период — около 1188,9 суток.
Третий компонент. Масса — около 1041,96 юпитерианской (0,9947 солнечной). Удалён в среднем на 2,721 а.е..